# Villa Heuchelbergstraße 89 (Böckingen)

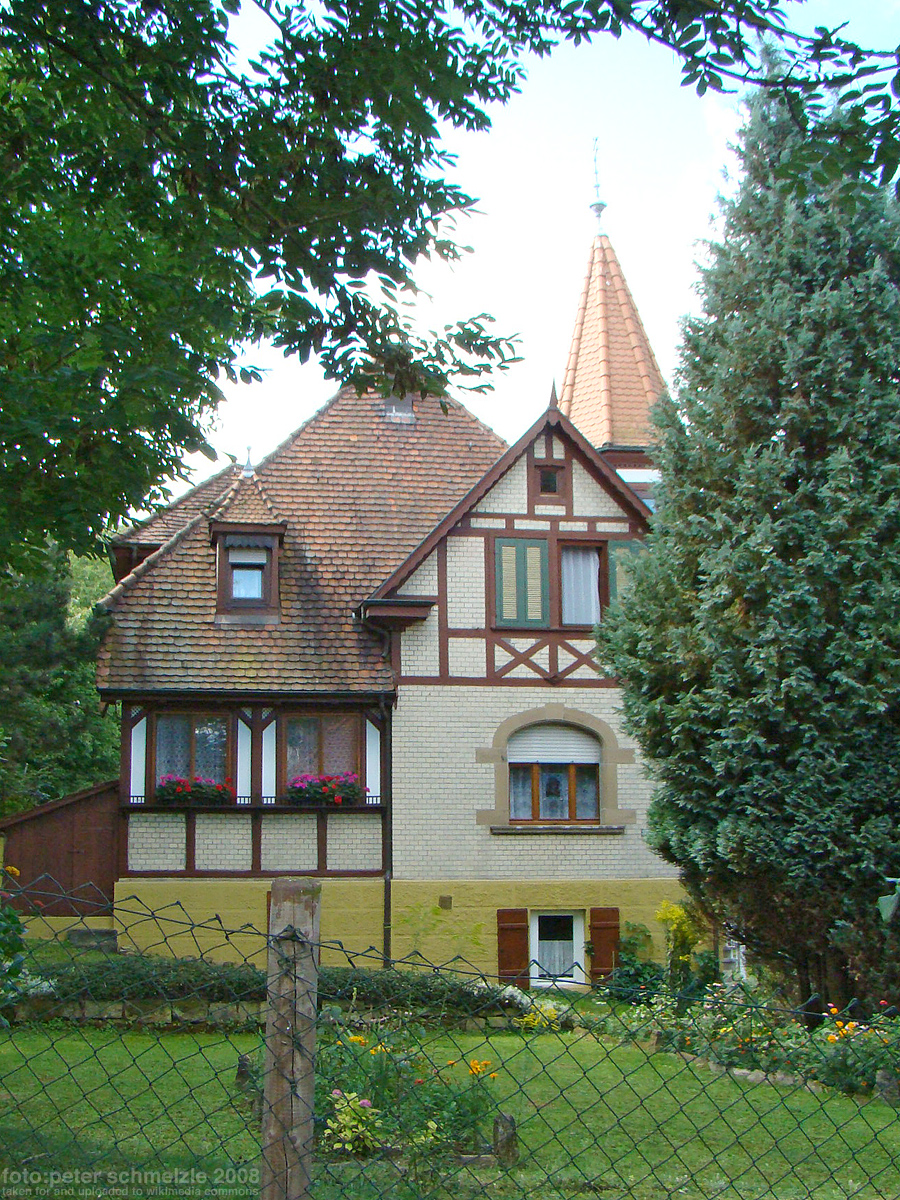
Villa Heuchelbergstraße 89

Die Villa an der Heuchelbergstraße 89 im Heilbronner Stadtteil Böckingen wurde 1905 nach Plänen des Architekten Karl Tscherning für den Fabrikanten Friedrich Ackermann erbaut. Das Gebäude steht unter Denkmalschutz.
Das von einem Garten umgebene Gebäude repräsentiert die Landhausarchitektur der Zeit der Jahrhundertwende in Böckingen. Die Hanglage südlich oberhalb des Böckinger Ortskerns gestattete zur Zeit der Entstehung des Gebäudes einen weiten Ausblick.